# خصاص
خصاص (به عربی: الخصاص) روستایی فلسطینی، واقع در ۳۱ کیلومتری شمال شرق صفد بود.